# Gruppi politici al Parlamento europeo
I gruppi politici al Parlamento europeo sono i gruppi parlamentari, tra loro distinti per orientamento politico, cui aderiscono i deputati eletti nei singoli Paesi dell'Unione europea.
Attualmente i gruppi politici sono sette più il gruppo dei non iscritti.
I presidenti dei gruppi, assieme al presidente del Parlamento, formano la conferenza dei presidenti.

## Storia dei gruppi

### Fino al 1979: delegati nominati dai Parlamenti nazionali
Agli inizi le comunità (CECA, CEE, CEA) avevano come organo che rappresentasse i popoli degli stati membri un'Assemblea Comune, detta poi Assemblea Parlamentare e dal 1962 Parlamento Europeo. Tutti questi organi erano però formati da delegati nominati dai Parlamenti nazionali.
Il regolamento interno della prima Assemblea non prevedeva i gruppi politici. Esso prescriveva di tener conto di un'equa rappresentanza degli Stati membri e delle tendenze politiche nella composizione della stessa Assemblea. Il regolamento interno previde la costituzione dei gruppi politici a partire dal giugno 1953. I gruppi creatisi furono istituzionalizzati il 16 giugno del 1953 prevedendo la procedura per la creazione dei gruppi: una dichiarazione che conteneva il nome del gruppo, l'elenco dei membri e le informazioni sulla struttura interna del gruppo; numero minimo per creare un gruppo era di nove membri. Nel 1958 il numero minimo fu alzato a diciassette. Fino al 1962 erano tre gruppi politici: 
- il Gruppo Democratico Cristiano;
- il Gruppo dei Socialisti;
- il Gruppo dei Liberali e Apparentati.

Dal 1962 al 1973 si formano altri tre gruppi: 
- il Gruppo dell'Unione Democratica Europea, formato dai Gollisti usciti dal Gruppo Liberale nel 1965. Dopo l'ampliamento della Comunità nel 1973, si aggiungono i repubblicani irlandesi, e il gruppo si trasforma in Gruppo dei Democratici Europei di Progresso;
- il Gruppo Comunista e Apparentati, formato dai comunisti italiani e francesi.
- il Gruppo Conservatore Europeo, nato con l'adesione del Regno Unito e della Danimarca.

### Dal 1979: eletti direttamente dai corpi elettorali
Dal 1979, dopo le prime elezioni europee il Parlamento Europeo è composto da parlamentari eletti direttamente dai corpi elettorali. Il Parlamento e i Gruppi così rappresentano in modo più democratico i popoli europei.
I gruppi sono andati aumentandosi, con la creazione di gruppi Ambientalisti, Regionalisti, Nazionalisti e anche Euroscettici.
Ora il numero minimo di deputati richiesto per costituire un gruppo politico è fissato in 23 deputati, provenienti da almeno un quarto degli stati membri (attualmente 7). Coloro che non appartengono a nessun gruppo politico si collocano tra i non iscritti. Un deputato non può aderire a più gruppi politici.
La normativa relativa ai gruppi politici è esposta nel capitolo 4 del Regolamento del Parlamento europeo (16ª edizione, luglio 2004), e precisamente:
- articolo 29: Costituzione di gruppi politici
- articolo 30: Attività e status giuridico dei gruppi politici
- articolo 31: Deputati non iscritti
- articolo 32: Ripartizione dei posti in Aula

## Cronologia dei gruppi
| Gruppo                                                             | Gruppo                                                                             | Dal                           | Al                             |
| Cristiano-democratici                                              | Cristiano-democratici                                                              | Cristiano-democratici         | Cristiano-democratici          |
| ------------------------------------------------------------------ | ---------------------------------------------------------------------------------- | ----------------------------- | ------------------------------ |
|                                                                    | Gruppo Democratico Cristiano                                                       | 23/6/1953                     | 14/3/1978                      |
| Gruppo Democratico Cristiano (Gruppo del Partito Popolare Europeo) | 14/3/1978                                                                          | 17/7/1979                     |                                |
| Gruppo del Partito Popolare Europeo                                | 17/7/1979                                                                          | 20/7/1999                     |                                |
| Gruppo del Partito Popolare Europeo - Democratici Europei          | 20/7/1999                                                                          | 22/6/2009                     |                                |
| Gruppo del Partito Popolare Europeo                                | 22/6/2009                                                                          | -                             |                                |
| Socialisti                                                         |                                                                                    |                               |                                |
|                                                                    | Gruppo dei Socialisti                                                              | 23/6/1953                     | 1958                           |
| Gruppo Socialista                                                  | 1958                                                                               | 21/4/1993                     |                                |
| Gruppo del Partito dei Socialisti Europei                          | 21/4/1993                                                                          | 20/7/2004                     |                                |
| Gruppo Socialista al Parlamento europeo                            | 20/7/2004                                                                          | 23/6/2009                     |                                |
| Alleanza Progressista dei Socialisti e dei Democratici             | 23/6/2009                                                                          | -                             |                                |
| Liberali                                                           |                                                                                    |                               |                                |
|                                                                    | Gruppo dei Liberali e Apparentati                                                  | 23/6/1953                     | 1976                           |
| Gruppo Liberale e Democratico                                      | 1976                                                                               | 13/12/1985                    |                                |
| Gruppo Liberale, Democratico e Riformatore                         | 13/12/1985                                                                         | 19/7/1994                     |                                |
| Gruppo del Partito Europeo dei Liberali, Democratici e Riformatori | 19/7/1994                                                                          | 20/7/2004                     |                                |
| Gruppo dell'Alleanza dei Democratici e dei Liberali per l'Europa   | 20/7/2004                                                                          | 2/7/2019                      |                                |
|                                                                    | Renew Europe                                                                       | 2/7/2019                      | -                              |
| Ambientalisti, Regionalisti                                        |                                                                                    |                               |                                |
|                                                                    | Gruppo Verde                                                                       | 25/7/1989                     | 20/7/1999                      |
| I Verdi/Alleanza Libera Europea                                    | 20/7/1999                                                                          | -                             |                                |
| Ultranazionalisti                                                  |                                                                                    |                               |                                |
|                                                                    | Gruppo delle Destre Europee                                                        | 24/7/1984                     | 24/7/1989                      |
| Gruppo Tecnico delle Destre Europee                                | 25/7/1989                                                                          | 18/7/1994                     |                                |
| Identità, Tradizione, Sovranità                                    | 15/1/2007                                                                          | 14/11/2007                    |                                |
| Europa delle Nazioni e delle Libertà                               | 16/6/2015                                                                          | 1/7/2019                      |                                |
| Identità e Democrazia                                              | 1/7/2019                                                                           | 8/7/2024                      |                                |
| Patrioti per l'Europa Europa delle Nazioni Sovrane                 | 8/7/2024 10/7/2024                                                                 | -                             |                                |
| Conservatori, euroscettici                                         |                                                                                    |                               |                                |
|                                                                    | Gruppo Conservatore Europeo                                                        | 16/1/1973                     | 17/7/1979                      |
| Democratici Europei                                                | 17/7/1979                                                                          | 1/5/1992                      |                                |
| nel gruppo PPE, poi PPE-DE                                         | 1/5/1992                                                                           | 22/6/2009                     |                                |
| Gruppo dei Conservatori e dei Riformisti Europei                   | 22/6/2009                                                                          | -                             |                                |
| Comunisti, Ecosocialisti                                           |                                                                                    |                               |                                |
|                                                                    | Gruppo Comunista                                                                   | 16/10/1973                    | 25/7/1989                      |
| Sinistra Unitaria Europea Coalizione delle Sinistre                | 25/7/1989                                                                          | 1/1993 19/7/1994              |                                |
| Sinistra Unitaria Europea                                          | 19/7/1994                                                                          | 6/1/1995                      |                                |
| Sinistra Unitaria Europea/Sinistra Verde Nordica                   | 6/1/1995                                                                           | 1/1/2021                      |                                |
| La Sinistra al Parlamento europeo                                  | 1/1/2021                                                                           | -                             |                                |
| Euroscettici                                                       |                                                                                    |                               |                                |
|                                                                    | Europa delle Nazioni                                                               | 19/7/1994                     | 10/11/1996                     |
| Indipendenti per l'Europa delle Nazioni                            | 20/12/1996                                                                         | 20/7/1999                     |                                |
| Europa delle Democrazie e delle Diversità                          | 20/7/1999                                                                          | 20/7/2004                     |                                |
| Indipendenza e Democrazia                                          | 20/7/2004                                                                          | 1/7/2009                      |                                |
| Europa della Libertà e della Democrazia                            | 1/7/2009                                                                           | 24/6/2014                     |                                |
| Europa della Libertà e della Democrazia Diretta                    | 24/6/2014 (1°) 20/10/2014 (2°)                                                     | 16/10/2014 (1°) 2/7/2019 (2°) |                                |
| Nazionalconservatori                                               |                                                                                    |                               |                                |
|                                                                    | Unione Democratica Europea                                                         | 21/1/1965                     | 16/1/1973                      |
| Democratici Europei del Progresso                                  | 16/1/1973                                                                          | 21/7/1984                     |                                |
| Alleanza Democratica Europea                                       | 24/7/1984                                                                          | 6/7/1995                      |                                |
| Unione per l'Europa                                                | 6/7/1995                                                                           | 20/7/1999                     |                                |
| Unione per l'Europa delle Nazioni                                  | 20/7/1999                                                                          | 1/7/2009                      |                                |
| Indipendenti                                                       |                                                                                    |                               |                                |
|                                                                    | Gruppo di coordinamento tecnico e di difesa dei gruppi e dei deputati indipendenti | 17/7/1979 (1°) 17/9/1987 (2°) | 24/7/1984 (1°) 17/11/1987 (2°) |
| Gruppo tecnico dei deputati indipendenti                           | 20/7/1999 (1°) 1/12/1999 (2°)                                                      | 14/9/1999 (1°) 4/10/2001 (2°) |                                |
| Radicali, Ambientalisti                                            |                                                                                    |                               |                                |
|                                                                    | Gruppo Arcobaleno                                                                  | 24/7/1984                     | 19/7/1994                      |
| Alleanza Radicale Europea                                          | 19/7/1994                                                                          | 20/7/1999                     |                                |
| Liberal-conservatori                                               |                                                                                    |                               |                                |
|                                                                    | Forza Europa                                                                       | 19/7/1994                     | 6/7/1995                       |

## Gruppi e ideologie

### Cristianodemocratici e Liberalconservatori
Costituiscono il centro-destra europeo.
Dal Gruppo Democratico Cristiano, con la creazione del Partito Popolare Europeo, nasce il Gruppo del Partito Popolare Europeo e dal Gruppo Conservatore Europeo nasce il Gruppo Democratico Europeo. Il primo gruppo, originariamente e storicamente cristianodemocratico, comincia ad accettare le adesioni anche di partiti conservatori con la fine degli anni '80 e nel 1992 il gruppo conservatore aderisce in blocco al primo, creando un sottogruppo: i Democratici Europei. Dal 1999 al 2009 il gruppo popolare diventa così il Gruppo del Partito Popolare Europeo - Democratici Europei. Nel 1994 nasce un nuovo gruppo di centro-destra, il Gruppo Forza Europa, formato dai parlamentari di Forza Italia; nel 1995 tale gruppo si unisce al Gruppo dell'Alleanza Democratica Europea per formare il Gruppo dell'Unione per l'Europa, ma nel 1998 Forza Italia entra nel PPE. Nel 1999 anche i Gollisti entrano nel PPE.
Nel 2009 il gruppo popolare perde i conservatori inglesi e cechi, che formano il Gruppo dei Conservatori e dei Riformisti Europei.
| Gruppo Democratico Cristiano                                       | 23/6/1953 | 14/3/1978 |
| Gruppo Democratico Cristiano (Gruppo del Partito Popolare Europeo) | 14/3/1978 | 17/7/1979 |
| Gruppo Conservatore Europeo                                        | 16/1/1973 | 17/7/1979 |
| Gruppo Democratico Europeo                                         | 17/7/1979 | 1/5/1992  |
| Gruppo del Partito Popolare Europeo                                | 17/7/1979 | 20/7/1999 |
| Forza Europa                                                       | 19/7/1994 | 6/7/1995  |
| Gruppo del Partito Popolare Europeo - Democratici Europei          | 20/7/1999 | 22/6/2009 |
| Gruppo del Partito Popolare Europeo                                | 22/6/2009 | -         |
| Gruppo dei Conservatori e dei Riformisti Europei                   | 24/6/2009 | -         |

### Socialdemocratici e Progressisti
Costituiscono il centro-sinistra europeo.
Il Gruppo dei Socialisti, poi detto Gruppo Socialista, nato nel 1953, continua ad esistere anche nel Parlamento Europeo. Intanto i partiti nazionali che formano il gruppo costituiscono la Confederazione dei Partiti Socialisti della Comunità Europea, che poi nel 1992 sarà il Partito del Socialismo Europeo. Il Gruppo dal 1993 diventa Gruppo del Partito dei Socialisti Europei, che nel 2004 cambia nome in Gruppo Socialista al Parlamento Europeo. Nel 2009 i Socialisti, per far aderire l'italiano Partito Democratico italiano, il Partito Socialdemocratico Armonia lettone; il Partito Democratico cipriota, creano il Gruppo dell'Alleanza Progressista dei Socialisti & dei Democratici al Parlamento Europeo.
| Gruppo dei Socialisti                                                                    | 23/6/1953 | 1958      |
| Gruppo Socialista                                                                        | 1958      | 21/4/1993 |
| Gruppo del Partito del Socialismo Europeo                                                | 21/4/1993 | 23/6/2009 |
| Gruppo dell'Alleanza Progressista dei Socialisti e dei Democratici al Parlamento europeo | 23/6/2009 | -         |

### Liberali
Costituiscono il centro per il Parlamento europeo.
È un gruppo eterogeneo, comprendendo partiti che fanno riferimento al liberalismo classico, al liberalismo sociale e anche al radicalismo, sia partiti di sinistra e di destra. Il Gruppo dei Liberali e Alleati diventa nel 1976 Gruppo Liberale e Democratico, e poi nel 1985 Gruppo Liberale e Democratico Riformista. Con la nascita del Partito Europeo dei Liberali, Democratici e Riformatori diventa nel 1994 Gruppo del Partito dei Liberali Democratici e Riformatori Europei. Questo nel 2004 si allea col Partito Democratico Europeo e forma il Gruppo dell'Alleanza dei Liberali e Democratici per l'Europa, cambiato poi il 1º luglio 2019 in Rigenerare l'Europa con l'ingresso di La République En Marche. Tra il 1994 e il 1999 i Radicali Italiani e francesi hanno dato vita al Gruppo dell'Alleanza Radicale Europea, poi confluito nell'ELDR.
| Gruppo dei Liberali e Apparentati                                  | 23/6/1953  | 1976       |
| Gruppo Liberale e Democratico                                      | 1976       | 12/12/1985 |
| Gruppo Liberale, Democratico e Riformatore                         | 13/12/1985 | 19/7/1994  |
| Gruppo del Partito Europeo dei Liberali, Democratici e Riformatori | 19/7/1994  | 20/7/2004  |
| Gruppo dell'Alleanza dei Democratici e dei Liberali per l'Europa   | 20/7/2004  | 1/7/2019   |
| Renew Europe                                                       | 1/7/2019   | -          |

### Ambientalisti e Regionalisti
Costituiscono un raggruppamento eterogeneo, ambientalisti e movimenti delle nazioni senza stato, che si collocano nel centro-sinistra progressista.
Gli ambientalisti entrano per la prima volta in Parlamento nel 1984 e costituiscono il Gruppo Arcobaleno insieme a movimenti di ispirazione regionalista. Nel 1989 gli ambientalisti lasciano il Gruppo Arcobaleno e ne fondano uno proprio: nasce il Gruppo Verde. Nel 1994 il gruppo Arcobaleno muta in Alleanza Radicale Europea; quest'ultima, a sua volta, cessa di esistere nel 1999. Nel 1999 l'Alleanza Radicale Europea si ricongiunge ai Verdi: nasce il gruppo dei Verdi Europei - Alleanza Libera Europea.
| Gruppo Arcobaleno: Federazione delle Reti Verdi Alternative Europee, Agalev-Ecolo, il Movimento Popolare Danese contro la Comunità Europea, Alleanza Libera Europea, al Parlamento europeo | 24/7/1984 | 25/7/1989 |
| Gruppo Verde | 25/7/1989 | 20/7/1999 |
| Gruppo Arcobaleno nel Parlamento europeo | 25/7/1989 | 19/7/1994 |
| Alleanza Radicale Europea | 19/7/1994 | 20/7/1999 |
| I Verdi/Alleanza Libera Europea | 20/7/1999 | -         |

### Ultranazionalisti
Costituiscono l'estrema destra al Parlamento europeo.
Nel 1984 il partito francese Fronte Nazionale e il Movimento Sociale Italiano fondano il Gruppo delle Destre Europee. Nel 1989 i nazionalisti francesi, tedeschi e belgi fondano il Gruppo Tecnico della Destra Europea, fino al 1994. Nel 2007 i nazionalisti francesi, italiani, romeni, bulgari e belgi riescono a creare il Gruppo Identità, Tradizione, Sovranità, che si scioglierà tuttavia alla fine dello stesso anno.
| Gruppo delle Destre Europee            | 24/7/1984 | 24/7/1989  |
| Gruppo Tecnico delle Destre Europee    | 25/7/1989 | 18/7/1994  |
| Gruppo Identità, Tradizione, Sovranità | 15/1/2007 | 14/11/2007 |
| Europa delle Nazioni e delle Libertà   | 16/6/2015 | 1/7/2019   |
| Identità e Democrazia                  | 1/7/2019  | 8/7/2024   |
| Patrioti per l'Europa                  | 8/7/2024  | -          |
| Europa delle Nazioni Sovrane           | 10/7/2024 | -          |

### Conservatori
Costituiscono la destra conservatrice ed euroscettica del Parlamento Europeo.
| Gruppo Conservatore Europeo                      | 16/1/1973 | 17/7/1979 |
| Democratici Europei                              | 17/7/1979 | 1/5/1992  |
| Gruppo dei Conservatori e dei Riformisti Europei | 22/6/2009 | -         |

### Comunisti ed Ecosocialisti
Costituiscono l'ala di sinistra del Parlamento Europeo.
Nel 1973 nasce il Gruppo Comunista e Apparentati. Nel 1989 il gruppo si scinde in: Gruppo della Coalizione delle Sinistre e il Gruppo della Sinistra Unitaria Europea. Questo si sciolse nel 1993 quando il Partito Comunista Italiano diventò Partito Democratico della Sinistra e passò al Gruppo Socialista. Dal 1994 il gruppo della sinistra diventa Gruppo Confederale della Sinistra Unitaria Europea e nel 1995 Gruppo Confederale della Sinistra Unitaria Europea/Sinistra Verde Nordica.
| Gruppo Comunista e Apparentati                                            | 16/10/1973                     | 25/7/1989                  |
| Sinistra Unitaria Europea                                                 | 25/7/1989 (1°), 19/7/1994 (2°) | 1/1993 (1°), 6/1/1995 (2°) |
| Coalizione delle Sinistre                                                 | 25/7/1989                      | 19/7/1994                  |
| Gruppo Confederale della Sinistra Unitaria Europea                        | 19/7/1994                      | 6/1/1995                   |
| Gruppo Confederale della Sinistra Unitaria Europea/Sinistra Verde Nordica | 6/1/1995                       | 1/1/2021                   |
| La Sinistra al Parlamento europeo                                         | 1/1/2021                       | -                          |

### Euroscettici
Raggruppano coloro che sono contrari alle politiche dell'Unione europea, all'allargamento della giurisdizione comunitaria negli affari nazionali e all'introduzione dell'euro come moneta unica.
Il primo gruppo euroscettico nasce nel 1994 ed è Europa delle Nazioni, fino al 1996. Il suo successore è Indipendenti per l'Europa delle Nazioni, fino al 1999. Il gruppo si riorganizza nel 1999 e viene chiamato Europa delle Democrazie e delle Diversità. Nel 2004 diventa Indipendenza e Democrazia, espressione dei partiti Alleanza dei Democratici Indipendenti in Europa e EUDemocrats. Nel 2009 gli euroscettici si riorganizzano in Europa della Libertà e della Democrazia. Nel 2014 diventa Europa della Libertà e della Democrazia Diretta. Il gruppo si scioglie nel 2019.
| Europa delle Nazioni                            | 19/7/1994                       | 10/11/1996                     |
| Indipendenti per l'Europa delle Nazioni         | 20/12/1996                      | 20/7/1999                      |
| Europa delle Democrazie e delle Diversità       | 20/7/1999                       | 20/7/2004                      |
| Indipendenza e Democrazia                       | 20/7/2004                       | 1/7/2009                       |
| Europa della Libertà e della Democrazia         | 1/7/2009                        | 24/6/2014                      |
| Europa della Libertà e della Democrazia Diretta | 24/6/2014 (1°), 20/10/2014 (2°) | 16/10/2014 (1°), 2/7/2019 (2°) |

### Nazionalconservatori
Costituivano la destra gollista, conservatrice e nazionale.
Nel 1965 i gollisti francesi si distaccano dal Gruppo Liberale e formano il Gruppo dell'Unione Democratica Europea. Nel 1973, con l'arrivo dei repubblicani irlandesi, il gruppo diventa Gruppo dei Democratici Europei Progressisti e poi ancora Gruppo dell'Alleanza Democratica Europea. Questo, insieme al Gruppo Forza Europa, dà vita al Gruppo Unione per l'Europa. Mentre nel 1998 Forza Italia e nel 1999 il Raggruppamento per la Repubblica passano al PPE, il Fianna Fàil con Alleanza Nazionale fonda il Gruppo dell'Unione per l'Europa delle Nazioni, espressione del partito europeo Alleanza per l'Europa delle Nazioni. Il gruppo si scioglierà nel 2009, poiché tutti suoi partiti più rappresentativi hanno cambiato gruppo: il Fianna Fàil nell'ALDE, AN nel PPE (come PdL), la Lega Nord nel gruppo EFD ed il polacco Diritto e Giustizia nel gruppo ECR.
| Unione Democratica Europea        | 21/1/1965 | 16/1/1973 |
| Democratici Europei del Progresso | 16/1/1973 | 21/7/1984 |
| Alleanza Democratica Europea      | 24/7/1984 | 6/7/1995  |
| Unione per l'Europa               | 6/7/1995  | 20/7/1999 |
| Unione per l'Europa delle Nazioni | 20/7/1999 | 1/7/2009  |

### Non iscritti
- Non iscritti (Parlamento europeo)

## Gruppi nelle legislature del Parlamento europeo

### I legislatura (1979-1984)
| Gruppo                                                                                   | Ideologia                 | Europarlamentari |
| ---------------------------------------------------------------------------------------- | ------------------------- | ---------------- |
| Gruppo Socialista (SOC)                                                                  | Socialismo                | 112              |
| Gruppo del Partito Popolare Europeo (Democratici Cristiani) (PPE)                        | Cristianesimo democratico | 108              |
| Democratici Europei (DE)                                                                 | Conservatorismo           | 63               |
| Gruppo Comunista e Apparentati (COM)                                                     | Comunismo                 | 44               |
| Gruppo Liberale e Democratico (LD)                                                       | Liberalismo               | 40               |
| Democratici Europei del Progresso (DPE)                                                  | Conservatorismo nazionale | 22               |
| Gruppo di coordinamento tecnico e di difesa dei gruppi e dei deputati indipendenti (CDI) | Vari                      | 11               |
| Non iscritti                                                                             | Indipendenti              | 10               |

### II legislatura (1984-1989)
| Gruppo                                                                                  | Ideologia                    | Europarlamentari |
| --------------------------------------------------------------------------------------- | ---------------------------- | ---------------- |
| Gruppo Socialista (SOC)                                                                 | Socialismo                   | 130              |
| Gruppo del Partito Popolare Europeo (Democratici Cristiani)                             | Cristianesimo democratico    | 110              |
| Democratici Europei                                                                     | Conservatorismo              | 50               |
| Gruppo Comunista e Apparentati                                                          | Comunismo                    | 41               |
| Gruppo Liberale e Democratico (LD) Poi Gruppo Liberale, Democratico e Riformatore (LDR) | Liberalismo                  | 31               |
| Alleanza Democratica Europea                                                            | Conservatorismo nazionale    | 29               |
| Gruppo Arcobaleno                                                                       | Ambientalismo e Regionalismo | 20               |
| Gruppo delle Destre Europee                                                             | Estrema destra               | 16               |
| Non iscritti                                                                            | Indipendenti                 | 7                |

### III legislatura (1989-1994)
| Gruppo                                                            | Ideologia                                   | Europarlamentari |
| ----------------------------------------------------------------- | ------------------------------------------- | ---------------- |
| Gruppo Socialista (SOC)                                           | Socialismo                                  | 180              |
| Gruppo del Partito Popolare Europeo (Democratici Cristiani) (PPE) | Cristianesimo democratico e Conservatorismo | 121              |
| Gruppo Liberale, Democratico e Riformatore (LDR)                  | Liberalismo                                 | 49               |
| Democratici Europei (DE)                                          | Conservatorismo                             | 34               |
| Gruppo Verde (GV)                                                 | Ambientalismo                               | 30               |
| Sinistra Unitaria Europea (GUE)                                   | Sinistra                                    | 28               |
| Alleanza Democratica Europea (ADE)                                | Conservatorismo nazionale                   | 20               |
| Gruppo Tecnico delle Destre Europee (GDE)                         | Estrema destra                              | 17               |
| Coalizione delle Sinistre (CG)                                    | Comunismo                                   | 14               |
| Gruppo Arcobaleno (ARC)                                           | Ambientalismo e Regionalismo                | 13               |
| Non iscritti                                                      | Indipendenti                                | 12               |

### IV legislatura (1994-1999)
| Gruppo                                                                            | Partito                                                 | Ideologia                                          | Europarlamentari |
| --------------------------------------------------------------------------------- | ------------------------------------------------------- | -------------------------------------------------- | ---------------- |
| Gruppo del Partito del Socialismo Europeo                                         | Partito del Socialismo Europeo                          | Socialismo e Socialdemocrazia                      | 198              |
| Gruppo del Partito Popolare Europeo (Democratici Cristiani e Democratici Europei) | Partito Popolare Europeo                                | Cristianesimo democratico e Conservatorismo        | 156              |
| Gruppo del Partito Europeo dei Liberali, Democratici e Riformatori (ELDR)         | Partito Europeo dei Liberali, Democratici e Riformatori | Liberalismo                                        | 44               |
| Sinistra Unitaria Europea (GUE) (fino al 1995)                                    | -                                                       | Comunismo e Socialismo democratico                 | 28               |
| Forza Europa (FE) (fino al 1995)                                                  | -                                                       | Cristianesimo democratico e Conservatorismo        | 27               |
| Alleanza Democratica Europea (ADE) (fino al 1995)                                 | -                                                       | Conservatorismo nazionale                          | 26               |
| Gruppo Verde (GV)                                                                 | Federazione Europea dei Partiti Verdi                   | Ambientalismo                                      | 23               |
| Alleanza Radicale Europea (ARE)                                                   | -                                                       | Liberalismo e Regionalismo                         | 19               |
| Europa delle Nazioni (EN)                                                         | -                                                       | Regionalismo e Euroscetticismo                     | 19               |
| Non iscritti (NI)                                                                 | -                                                       | Indipendenti                                       | 27               |
| Sinistra Unitaria Europea/Sinistra Verde Nordica (GUE/NGL) (dal 1995)             | -                                                       | Comunismo, Socialismo democratico ed Ecosocialismo | -                |
| Unione per l'Europa (UPE) (dal 1995)                                              | -                                                       | Conservatorismo                                    | -                |

### V legislatura (1999-2004)
| Gruppo                                                                                         | Partito                                                       | Ideologia                                             | Europarlamentari |
| ---------------------------------------------------------------------------------------------- | ------------------------------------------------------------- | ----------------------------------------------------- | ---------------- |
| Gruppo del Partito Popolare Europeo (Democratici Cristiani) e dei Democratici Europei (PPE-DE) | Partito Popolare Europeo                                      | Cristianesimo democratico e Conservatorismo           | 232              |
| Gruppo del Partito del Socialismo Europeo (PSE)                                                | Partito del Socialismo Europeo                                | Socialismo                                            | 180              |
| Gruppo del Partito Europeo dei Liberali, Democratici e Riformatori (ELDR)                      | Partito Europeo dei Liberali, Democratici e Riformatori       | Liberalismo                                           | 50               |
| I Verdi/Alleanza Libera Europea (V/ALE)                                                        | Federazione Europea dei Partiti Verdi Alleanza Libera Europea | Ambientalismo e Regionalismo                          | 48               |
| Sinistra Unitaria Europea/Sinistra Verde Nordica (GUE/NGL)                                     | nessuno                                                       | Eurocomunismo, Ecosocialismo e Socialismo democratico | 42               |
| Unione per l'Europa delle Nazioni (UEN)                                                        | Alleanza per l'Europa delle Nazioni                           | Conservatorismo nazionale                             | 31               |
| Gruppo tecnico dei deputati indipendenti (GTI) (fino al 2001)                                  | nessuno                                                       | Indipendenti                                          | 18               |
| Europa delle Democrazie e delle Diversità (EDD)                                                | nessuno                                                       | Regionalismo e Conservatorismo nazionale              | 16               |
| Non iscritti (NI)                                                                              | nessuno                                                       | Indipendenti                                          | 9                |

### VI Legislatura (2004-2009)
Nella VI Legislatura il PPE-DE si confermò primo gruppo e secondo il gruppo del PSE.
Terzo il nuovo gruppo nato dall'unione tra i liberali e democratici, l'Alleanza dei Liberali e dei Democratici per l'Europa. Si confermarono gli ambientalisti e regionalisti del gruppo Verdi-Alleanza Libera Europea, i conservatori nazionali de Unione dell'Europa delle Nazioni e i comunisti del GUE-NGL.
Si formano anche: il gruppo Indipendenza/Democrazia, che raccoglieva vari partiti euroscettici e indipendentisti; e nel 2007 si formò il gruppo Identità Tradizione Sovranità, che raccoglieva i nazionalisti e i partiti dell'ultra-destra, che però nacque all'inizio del 2007 e si sciolse alla fine dello stesso anno.
In questa Legislatura parteciparono anche i partiti degli stati che hanno aderito all'Unione nel 2004 e fu deciso che dalla prossima un gruppo per potersi formare dovesse avere come minimo 25 parlamentari che rappresentino almeno 7 stati.
| Gruppo                                                                                      | Partito                                                                             | Ideologia                                             | Europarlamentari |
| ------------------------------------------------------------------------------------------- | ----------------------------------------------------------------------------------- | ----------------------------------------------------- | ---------------- |
| Gruppo del Partito Popolare Europeo (Democratici Cristiani) e dei Democratici Europei (PPE) | Partito Popolare Europeo                                                            | Cristianesimo democratico e Conservatorismo           | 268              |
| Gruppo del Partito del Socialismo Europeo (PSE)                                             | Partito del Socialismo Europeo                                                      | Socialdemocrazia                                      | 200              |
| Gruppo dell'Alleanza dei Democratici e dei Liberali per l'Europa (ALDE)                     | Partito Europeo dei Liberali, Democratici e Riformatori Partito Democratico Europeo | Liberalismo e Centrismo                               | 88               |
| I Verdi/Alleanza Libera Europea (V/ALE)                                                     | Partito Verde Europeo Alleanza Libera Europea                                       | Ambientalismo e Regionalismo                          | 42               |
| Sinistra Unitaria Europea/Sinistra Verde Nordica (GUE/NGL)                                  | Partito della Sinistra Europea Alleanza della Sinistra Verde Nordica                | Eurocomunismo, Ecosocialismo e Socialismo democratico | 41               |
| Indipendenza e Democrazia (IND/DEM)                                                         | Alleanza dei Democratici Indipendenti in Europa EUDemocrats                         | Regionalismo e Conservatorismo nazionale              | 37               |
| Unione per l'Europa delle Nazioni (UEN)                                                     | Alleanza per l'Europa delle Nazioni                                                 | Conservatorismo nazionale                             | 27               |
| Non iscritti (NI)                                                                           | nessuno                                                                             | Indipendenti                                          | 29               |
| Identità, Tradizione, Sovranità (ITS) (2007)                                                | Euronat                                                                             | Estrema destra                                        | -                |

### VII Legislatura (2009-2014)
Con la fuoriuscita dei Conservatori britannici dal gruppo PPE, il 30 maggio 2009, è stata annunciata la creazione del Gruppo dei Conservatori e dei Riformisti Europei, composto dagli stessi britannici, dai polacchi del PiS (Diritto e Giustizia) e dai cechi dell'ODS. Il 22 giugno questo gruppo cambia leggermente nome e dichiara 55 deputati provenienti da 8 Stati diversi (4º o 5º gruppo al Parlamento europeo). L'Unione delle Forze Democratiche (Bulgaria), che fa sempre parte del PPE, non sembra più avere intenzioni di lasciare questo partito per gli antifederalisti, come era stato detto nel 2007.
In conseguenza, il gruppo del Partito popolare europeo (Democratici-cristiani) e dei Democratici europei (PPE/DE) ritorna al suo nome originario di PPE (1979).
L'11 giugno, il segretario del PD Dario Franceschini ha annunciato che è stato trovato un accordo tra il PD ed il PSE per la nascita dell'Alleanza dei Socialisti e Democratici per l'Europa, con il compito di raccogliere in un solo gruppo riformisti sia di estrazione socialista, che di estrazione democratica. Il 23 giugno, questo gruppo si chiama Alleanza Progressista dei Socialisti e dei Democratici (APSD): comprende tutti i partiti membri del PSE e il PD italiano.
| Gruppo                                                                  | Partito                                                                                           | Ideologia                                             | Europarlamentari |
| ----------------------------------------------------------------------- | ------------------------------------------------------------------------------------------------- | ----------------------------------------------------- | ---------------- |
| Gruppo del Partito Popolare Europeo (Democratici Cristiani) (PPE)       | Partito Popolare Europeo                                                                          | Cristianesimo democratico e Conservatorismo liberale  | 265              |
| Alleanza Progressista dei Socialisti e dei Democratici (S&D)            | Partito del Socialismo Europeo                                                                    | Socialdemocrazia e Progressismo                       | 184              |
| Gruppo dell'Alleanza dei Democratici e dei Liberali per l'Europa (ALDE) | Partito Europeo dei Liberali, Democratici e Riformatori Partito Democratico Europeo               | Liberalismo e Centrismo                               | 84               |
| I Verdi/Alleanza Libera Europea (V/ALE)                                 | Partito Verde Europeo Alleanza Libera Europea                                                     | Ambientalismo e Regionalismo                          | 55               |
| Gruppo dei Conservatori e dei Riformisti Europei (ECR)                  | Alleanza dei Conservatori e dei Riformisti Europei Movimento Politico Cristiano d'Europa          | Conservatorismo ed Anti-Federalismo                   | 55               |
| Sinistra Unitaria Europea/Sinistra Verde Nordica (GUE/NGL)              | Partito della Sinistra Europea Alleanza della Sinistra Verde Nordica                              | Eurocomunismo, Ecosocialismo e Socialismo democratico | 35               |
| Europa della Libertà e della Democrazia (EFD)                           | Movimento per un'Europa della Libertà e della Democrazia Libertas Alleanza Europea per la Libertà | Conservatorismo nazionale e Regionalismo              | 32               |
| Non iscritti (NI)                                                       | nessuno                                                                                           | Indipendenti                                          | 26               |

### VIII Legislatura (2014-2019)
Il 17 maggio 2015 Raffaele Fitto, dopo la rottura con Forza Italia, annuncia la sua adesione al gruppo dei Conservatori e riformisti europei. Fino ad allora l'Italia non aveva rappresentanza in tale gruppo.
| Gruppo                                                                  | Partito                                                                                       | Ideologia                                                                                 | Europarlamentari |
| ----------------------------------------------------------------------- | --------------------------------------------------------------------------------------------- | ----------------------------------------------------------------------------------------- | ---------------- |
| Gruppo del Partito Popolare Europeo (Democratici Cristiani) (PPE)       | Partito Popolare Europeo                                                                      | Cristianesimo democratico e Conservatorismo liberale                                      | 221              |
| Alleanza Progressista dei Socialisti e dei Democratici (S&D)            | Partito Socialista Europeo                                                                    | Socialdemocrazia e Progressismo                                                           | 191              |
| Gruppo dei Conservatori e dei Riformisti Europei (ECR)                  | Alleanza dei Conservatori e dei Riformisti Europei Movimento Politico Cristiano d'Europa      | Conservatorismo ed Anti-Federalismo                                                       | 70               |
| Gruppo dell'Alleanza dei Democratici e dei Liberali per l'Europa (ALDE) | Partito dell'Alleanza dei Liberali e dei Democratici per l'Europa Partito Democratico Europeo | Liberalismo e Centrismo                                                                   | 67               |
| Sinistra Unitaria Europea/Sinistra Verde Nordica (GUE/NGL)              | Partito della Sinistra Europea Alleanza della Sinistra Verde Nordica                          | Eurocomunismo, Ecosocialismo e Socialismo democratico                                     | 52               |
| I Verdi/Alleanza Libera Europea (V/ALE)                                 | Partito Verde Europeo Alleanza Libera Europea                                                 | Ambientalismo e Regionalismo                                                              | 50               |
| Europa della Libertà e della Democrazia Diretta (EFDD)                  | Alleanza per la Democrazia Diretta in Europa                                                  | Conservatorismo nazionale e Euroscetticismo                                               | 48               |
| Non iscritti (NI)                                                       | nessuno                                                                                       | Indipendenti                                                                              | 52               |
| Europa delle Nazioni e della Libertà (ENF) (dal 2015)                   | Movimento per un'Europa delle Nazioni e della Libertà Alleanza Europea per la Libertà         | Nazionalismo estremo, Euroscetticismo, Conservatorismo nazionale ed Alter-globalizzazione | -                |

### IX Legislatura (2019-2024)
| Gruppo                                                       | Partito                                                                                       | Ideologia                                                                                     | Europarlamentari |
| ------------------------------------------------------------ | --------------------------------------------------------------------------------------------- | --------------------------------------------------------------------------------------------- | ---------------- |
| Gruppo del Partito Popolare Europeo (PPE)                    | Partito Popolare Europeo                                                                      | Cristianesimo democratico e Conservatorismo liberale                                          | 182              |
| Alleanza Progressista dei Socialisti e dei Democratici (S&D) | Partito del Socialismo Europeo                                                                | Socialdemocrazia e Progressismo                                                               | 154              |
| Renew Europe (RE)                                            | Partito dell'Alleanza dei Liberali e dei Democratici per l'Europa Partito Democratico Europeo | Liberalismo e Centrismo                                                                       | 108              |
| I Verdi/Alleanza Libera Europea (V/ALE)                      | Partito Verde Europeo Alleanza Libera Europea Partito Pirata Europeo Volt Europa              | Ambientalismo e Regionalismo                                                                  | 74               |
| Identità e Democrazia (ID)                                   | Partito Identità e Democrazia                                                                 | Nazionalismo, Sovranismo, Euroscetticismo, Conservatorismo nazionale ed Alter-globalizzazione | 73               |
| Gruppo dei Conservatori e dei Riformisti Europei (ECR)       | Partito dei Conservatori e dei Riformisti Europei Movimento Politico Cristiano d'Europa       | Conservatorismo nazionale Sovranismo ed Euroscetticismo                                       | 62               |
| Sinistra Unitaria Europea/Sinistra Verde Nordica (GUE/NGL)   | Partito della Sinistra Europea Alleanza della Sinistra Verde Nordica                          | Eurocomunismo, Ecosocialismo e Socialismo democratico                                         | 41               |
| Non iscritti (NI)                                            | nessuno                                                                                       | Indipendenti                                                                                  | 57               |

### X Legislatura (2024-)
| Gruppo                                                       | Partito                                                                                               | Ideologia                                                       | Europarlamentari |
| ------------------------------------------------------------ | --- | --------------------------------------------------------------- | ---------------- |
| Gruppo del Partito Popolare Europeo (PPE)                    | Partito Popolare Europeo Movimento Politico Cristiano Europeo                                         | Cristianesimo democratico e Conservatorismo liberale            | 188              |
| Alleanza Progressista dei Socialisti e dei Democratici (S&D) | Partito del Socialismo Europeo                                                                        | Socialdemocrazia e Progressismo                                 | 136              |
| Patrioti per l'Europa (PfE)                                  | Partito Identità e Democrazia Movimento Politico Cristiano Europeo                                    | Nazionalismo, Sovranismo, Euroscetticismo e Populismo di destra | 84               |
| Gruppo dei Conservatori e dei Riformisti Europei (ECR)       | Partito dei Conservatori e dei Riformisti Europei Movimento Politico Cristiano d'Europa               | Conservatorismo nazionale Sovranismo ed Euroscetticismo         | 78               |
| Renew Europe (RE)                                            | Partito dell'Alleanza dei Liberali e dei Democratici per l'Europa Partito Democratico Europeo         | Liberalismo e Centrismo                                         | 77               |
| I Verdi/Alleanza Libera Europea (V/ALE)                      | Partito Verde Europeo Alleanza Libera Europea Partito Pirata Europeo Volt Europa                      | Ambientalismo e Regionalismo                                    | 53               |
| La Sinistra al Parlamento europeo (GUE/NGL)                  | Partito della Sinistra Europea Alleanza della Sinistra Verde Nordica Ora il Popolo Animal Politics EU | Eurocomunismo, Ecosocialismo e Socialismo democratico           | 46               |
| Europa delle Nazioni Sovrane (ESN)                           | nessuno                                                                                               | Ultranazionalismo, Nativismo, Euroscetticismo e Sovranismo      | 25               |
| Non iscritti (NI)                                            | nessuno                                                                                               | Indipendenti                                                    | 32               |

## Gruppi europei e partiti italiani
| Partito                                      | 1979-1984 | 1984-1989    | 1989-1994   | 1994-1999    | 1999-2004 | 2004-2009 | 2009-2014 | 2014-2019 | 2019-2024 | 2024-2029 |
| -------------------------------------------- | --------- | ------------ | ----------- | ------------ | --------- | --------- | --------- | --------- | --------- | --------- |
| Democrazia Cristiana                         | PPE       | PPE          | PPE         |              |           |           |           |           |           |           |
| Partito Comunista Italiano                   | COM       | COM          | EUL         |              |           |           |           |           |           |           |
| Partito Socialista Italiano                  | SOC       | SOC          | SOC         | PES          | S&D       |           |           |           |           |           |
| Movimento Sociale Italiano                   | NI        | ER           | NI          |              |           |           |           |           |           |           |
| Partito Socialista Democratico Italiano      | SOC       | SOC          | SOC         |              |           |           |           |           |           |           |
| Partito Liberale Italiano                    | LD        | LDR          | LDR         |              |           |           |           |           |           |           |
| Partito Repubblicano Italiano                | LD        | LDR          | LDR         | ELDR         | ELDR      |           |           |           |           |           |
| Südtiroler Volkspartei                       | PPE       | PPE          | PPE         | PPE          | PPE-DE    | PPE-DE    | PPE       | PPE       | PPE       | PPE       |
| Partito Radicale - Lista Bonino              | CDI       | NI, TGI      | V           | ERA          | ELDR      | ALDE      |           |           |           |           |
| Democrazia Proletaria                        | CDI       | ARC          | V           | /            | /         | /         |           |           |           |           |
| Liste Verdi - Verdi Arcobaleno - Verdi       |           |              | V           | V            | V/ALE     | V/ALE     |           |           |           |           |
| Lega Lombarda - Lega Nord - Lega Salvini     | ARC       | ELDR, NI     | NI, TGI, NI | I/D, NI, UEN | EFD       | NI, ENF   | ID        | PfE       |           |           |
| Forza Italia                                 | /         | FE, UPE, PPE | PPE-DE      | PPE-DE       |           | PPE       | PPE       | PPE       |           |           |
| PDS - Democratici di Sinistra                | SOC, PSE  | PSE          | PSE         | PSE          |           |           |           |           |           |           |
| Alleanza Nazionale                           |           | NI           | UEN         | UEN          |           |           |           |           |           |           |
| Partito della Rifondazione Comunista         | GUE/NGL   | GUE/NGL      | GUE/NGL     | GUE/NGL      |           |           |           |           |           |           |
| Patto Segni                                  | PPE       | UEN          | /           |              |           |           |           |           |           |           |
| Partito Pensionati                           |           | PPE-DE       | PPE-DE      |              |           |           |           |           |           |           |
| Italia dei Valori                            | /         | ALDE         | ALDE        |              |           |           |           |           |           |           |
| Partito Popolare Italiano                    | PPE       | PPE-DE       |             |              |           |           |           |           |           |           |
| Centro Cristiano Democratico                 | PPE       | PPE-DE       |             |              |           |           |           |           |           |           |
| Cristiani Democratici Uniti                  |           | PPE-DE       |             |              |           |           |           |           |           |           |
| Rinnovamento Italiano                        | PPE-DE    |              |             |              |           |           |           |           |           |           |
| Popolari UDEUR                               | PPE-DE    | PPE-DE       |             |              |           |           |           |           |           |           |
| I Democratici                                | ELDR      | /            |             |              |           |           |           |           |           |           |
| La Margherita                                | /         | ALDE         |             |              |           |           |           |           |           |           |
| Partito dei Comunisti Italiani               | GUE/NGL   | GUE/NGL      |             |              |           |           |           |           |           |           |
| Socialisti Democratici Italiani              | PSE       | PSE          |             |              |           |           |           |           |           |           |
| Movimento Sociale Fiamma Tricolore           | NI        | NI, ITS, NI  |             |              |           |           |           |           |           |           |
| Unione dei Democratici Cristiani e di Centro |           | PPE-DE       | PPE         | PPE          |           |           |           |           |           |           |
| Partito Democratico                          |           | S&D          | S&D         | S&D          |           |           |           |           |           |           |
| Popolo della Libertà                         | PPE       |              |             |              |           |           |           |           |           |           |
| Alleanza per l'Italia                        | ALDE      |              |             |              |           |           |           |           |           |           |
| Futuro e Libertà per l'Italia                | PPE       |              |             |              |           |           |           |           |           |           |
| I Popolari di Italia Domani                  | PPE       |              |             |              |           |           |           |           |           |           |
| Nuovo Centrodestra                           |           | PPE          |             |              |           |           |           |           |           |           |
| Movimento 5 Stelle                           | EFDD      | NI           | GUE/NGL     |              |           |           |           |           |           |           |
| L'Altra Europa con Tsipras                   | GUE/NGL   | /            |             |              |           |           |           |           |           |           |
| Fratelli d'Italia                            |           | ECR          | ECR         |              |           |           |           |           |           |           |
| Democrazia Solidale                          | S&D       | S&D          |             |              |           |           |           |           |           |           |
| Italia Viva                                  | RE        |              |             |              |           |           |           |           |           |           |
| Azione                                       | RE        |              |             |              |           |           |           |           |           |           |
| Alleanza Verdi e Sinistra                    |           | GUE/NGL      |             |              |           |           |           |           |           |           |